# Sabina Casárová
Sabina Casárová, dite Sabine Mallory ou parfois Sabina Barne, née le 30 septembre 1981 à Prague, est une actrice tchèque spécialisée dans les films érotiques et pornographiques.

## Biographie
Sabina Casárová prend comme nom d'actrice Sabine Mallory et entame ses premiers tournages en 1999; puis sa carrière se développe durant une dizaine d'années. Elle travaille pour des studios prestigieux, aussi bien en France (Marc Dorcel) qu'aux États-Unis (Hustler).
En 2005, elle incarne une nonne lesbienne vengeresse dans un court-métrage de Rick James, parodiant les films de type grindhouse: Hell Hath No Fury. Ce court-métrage est réalisé sous forme de faux trailer.
Ses derniers films, tous dirigés par Lloyd A. Simandl, sont des longs-métrages érotiques s'inspirant de personnages historiques transformés par la légende, par exemple Caligula ou la comtesse Bathory.
Après avoir mis fin à sa carrière pornographique, elle demeure modèle pour photographe, et explique, dans une interview au magazine tchèque iDNES.cz, jouer de petits rôles au Théâtre national et à l'Opéra d'État de Prague. Elle est invitée à la télévision, en juin 2009, dans l'émission Uvolněte se, prosím, pour parler de son métier de modèle et de son apparition dans La Traviata de Verdi.

Elle apparaît, depuis 2010, dans différents clips de chansons tchèques.

## Filmographie
1999:
- Scène de casting pour "DDFprod".
- Das Heisse Sex-Elixier (ou Salone di massaggio anale), de Walter "Moli" Molitor, studio Magma (Essen).

2000:
- Teenage Playgames.
- Au moins deux scènes pour le site "Club Seventeen"
- Teenage Soap 3.

2001:
- Bad Czechs (ou Czech Perfect).
- La Fille du batelier (rôle: la hollandaise #2), de Patrice Cabanel, VCV Communication.
- Les Filles à gages (ou A Girl's Best Friend).
- Le Salaire de la jouissance (ou Payment for pleasure): la blonde de l'Atlas club.
- Hot Residence (rôle: Faustina), de Steve Morelli, MGR Communications.
- Maschera della perversione, de Marcus Dolby, studio Pink'O.
- Misty Rain's worldwide sex 6: Slammin' in Slovakia.
- Rocco Ravishes Prague 3.
- Rocco: Animal Trainer 6.
- Rocco's Way to Love.
- Kelly's Way To Love, de Kelly Stafford, studio Rocco Sifredi produzione.
- Young Czechs Amateurs 2.

2002:
- 18 chiennes à dresser (scène également utilisée en bonus du Dvd Le Seigneur des anus).
- 18 tops models à déchirer.
- Mr. Beaver Checks In 10.
- Hustler's Babes 4 : Hot sex in Ibiza.
- Sexy Game (ou Colti in fallo).
- Pornutopia 1 (ou Flights of Fantasy) (rôle: Sabina dans la scène 1), de Tanya Hyde, studio Harmony Films.
- XXX Road Trip 3 (rôle: Sabina dans la scène 2), de Brandon Iron, studio Red Light District.
- Misty Rain's Worldwide Sex 8: Party in Prague 2.

2003:
- Blowjob Fantasies 17 (rôle: Sabine dans la scène 5), de Frank Thring, studio Toxxxix Entertainment.
- Pornochic 4: Sarah (rôle: Sabina dans la scène 6), d'Hervé Bodilis, studio Marc Dorcel.
- Precious Pink 12 (rôle: Sabina dans la scène 1), d'Hervé Bodilis (crédité Patrick Handsome), studio Hustler video..
- Hustler's Babes 5: Come for the Pussy, Stay for the Action (rôle: Sabina dans la scène 2), Frank Thring, studio Hustler video.
- Chasing the Big Ones 19 (rôle: Sabina dans la scène 2), de Wesley B, studio West Coast Productions.
- Obsessions (ou Vertige et Pulsions) (rôle: Sabina dans la scène 3), d'Hervé Bodilis, studio Marc Dorcel.

2004:
- White-Hot Nurses 1 (rôle: Sabina dans la scène 3), d'Hervé Bodilis, studio Hustler Video.
- No Limit (ou Aucune Limite) (rôle: Julia dans la scène 1), de J.J. Mezori, studio Marc Dorcel.
- Circle of Deceit 1 (rôle: Sabina dans la scène5), d'Hervé Bodilis (crédité Patrick Handsome), studio Hustler Video.
- Fetish Whores 2 (rôle: Sabina dans la scène 2), de Frank Thring et Zora Banx, studio Amazing.

2005:
- Hell Hath No Fury: Grindhouse trailer (rôle: la nonne), court-métrage de Rick James.

2006:
- Private Tropical 26: Madagascar (rôle: Sabina dans les scènes 3 et 5), d'Alessandro Del Mar, studio Private.
- Angel Perverse 4 (rôle: Sabine dans la scène 6), de Christoph Clark, studio Evil Angel.

2008:
- Blood Countess (rôle: Nora), de Lloyd A.Simandl.
- No Escape (rôle: Alena), de LLoyd A.Simandl.
- Lez-Mania.

2009:
- On Consignment 2 (rôle: Ellen), de Lloyd A.Simandl.
- Caligula's Spawn (rôle: Julia), de Lloyd A.Simandl.
- The Slave Huntress 2 (rôle: l'acheteuse), de Lloyd A.Simandl.

2009 à 2017:
- Web vidéos avec Zuzinka sur le blog de Zuzinka.
- Pedro a Chuanita (Clandestino), clip de Pája Junek en 2010.
- Čarakaj, clip de Pája Junek en 2011.
- Apparition dans le clip Začátek a konec, de Mňága a Žďorp en 2015.